# San Miguel, Santiago Lachiguiri
San Miguel är en ort i Mexiko.   Den ligger i kommunen Santiago Lachiguiri och delstaten Oaxaca, i den sydöstra delen av landet, 500 km sydost om huvudstaden Mexico City. San Miguel ligger 472 meter över havet och antalet invånare är 567.
Terrängen runt San Miguel är huvudsakligen kuperad. San Miguel ligger nere i en dal. Runt San Miguel är det ganska glesbefolkat, med 23 invånare per kvadratkilometer. Närmaste större samhälle är Santa María Nativitas Coatlán, 10,7 km väster om San Miguel. I omgivningarna runt San Miguel växer i huvudsak städsegrön lövskog.